# Antic Hospital Universitari de la Fe
L'Hospital Universitari de la Fe, conegut popularment com la Fe, és un hospital públic pertanyent a la Conselleria de Sanitat i situat al barri de Campanar, a la ciutat de València. Va ser el complex hospitalari més gran de la ciutat, fins que l'any 2011 fou substituït per l'Hospital Universitari i Politècnic La Fe.
La Fe es troba entre els carrers de Joaquim Ballester i de Ricard Micó, i l'avinguda de Campanar, i davant l'Estació d'Autobusos, el Parc Municipal de Tendetes i el Centre Comercial de Nuevo Centro. Al darrere, hi ha la Conselleria de Cultura, Educació i Esport.
Abans del trasllat, l'Hospital General era l'edifici principal, i s'hi havien tractat un gran nombre de pacients al País Valencià. Anualment s'hi ingressaven vora 25.000 pacients, s'hi atenien 125.000 urgències i 210.000 consultes externes, i s'hi feien al voltant de 14.000 operacions quirúrgiques.

## Àrees
A l'hospital general, hi havia les següents àrees:
- Àrea d'Hospitalització, amb 704 llits
- Bloc Quirúrgic, amb 18 sales d'operacions
- Àrea Ambulatòria, amb 70 locals per a Consultes Externes, un Hospital de Dia, Urgències i una Unitat d'Hospitalització a Domicili
- Àrea de Diagnòstic i Farmàcia amb serveis de Farmàcia, Radiodiagnòstic, Laboratori d'Urgències, Microbiologia i Medicina Nuclear
- Àrees de Tècniques Diagnòstiques i Terapèutiques
- Àrea de Patologia Mèdica Quirúrgica de l'Adult
- Àrea de l'Aparell Locomotor i Neurociències

A més a més, la ciutat hospitalària incloïa un centre de maternitat i un hospital infantil.

## Transport
L'EMT València serveix l'hospital amb les línies 1, 2, 8, 29, 60, 61, 62, 63, 73, 89, 90 i les del nitbús N3 i N10. Metrovalencia n'hi fa amb la línia 1 i l'estació de Campanar.